# 可略裂囊猛水蚤
可略裂囊猛水蚤（学名：Schizopera neglecta）为双囊猛水蚤科裂囊猛水蚤属的动物。分布于俄罗斯以及中国大陆的福建、江苏、天津等地，多生活于咸淡水的鱼池及河流中。